# Pindaíba de Matos
Eduardo Pindaíba de Matos (São Luís, 11 de outubro de 1831 — Petrópolis, 20 de fevereiro de 1913) foi um desembargador, juiz e político brasileiro.
Formou-se em ciências jurídicas e sociais na Faculdade de Direito de Olinda, em 1851.
Foi nomeado ministro do Supremo Tribunal Federal (STF) em 1894, tendo sido presidente do STF no biênio 1908 a 1910.
Exerceu o cargo de chefe de polícia dos estados do Rio Grande do Sul em 1859, Minas Gerais em 1862, Espírito Santo em 1863, Pernambuco em 1865 e Rio de Janeiro em 1867.
Foi vice-presidente das províncias do Espírito Santo, nomeado por carta imperial de 21 de novembro de 1863, de 28 de dezembro de 1863 a ? de 1865, e do Rio de Janeiro, nomeado por carta imperial de 27 de abril de 1867, assumindo a presidência por quatro vezes, de 13 de maio a 3 de outubro de 1867, de 21 de fevereiro a 10 de março de 1868, de 18 de março a 9 de maio de 1868, e de 9 de maio a 30 de julho de 1868.[carece de fontes?]